# European Junior Cup
L'European Junior Cup è stata una competizione di motociclismo che si è svolta come serie di supporto per le gare europee del campionato mondiale Superbike, da cui il titolo. Era aperto a piloti di età compresa tra i 14 e i 19 anni; per il 2015 il limite massimo è stato aumentato a 21 per i maschi e 23 per le femmine, che hanno anche gareggiato per la Women's European Cup, per il 2016 il limite di età per le donne è stato di 24.
La prima stagione è stata disputata con le Kawasaki Ninja 250R, prima di passare alla KTM Duke 690 per il 2012 e alla Honda CBR500R dal 2013 al 2014; la moto del 2015 e del 2016 è stata la Honda CBR650F.
La coppa è stata chiusa al termine della stagione 2016, in quanto sostituita dal campionato mondiale Supersport 300 quale classe di ingresso dei campionati mondiali per moto derivate dalla serie per il 2017.

## Albo d'oro
| Anno | Pilota            | Punti | Motocicletta        | Squadra           |
| ---- | ----------------- | ----- | ------------------- | ----------------- |
| 2011 | Matt Davies       | 121   | Kawasaki Ninja 250R | Davies Autos      |
| 2012 | Lukas Wimmer      | 136   | KTM Duke 690        | MSC Schalchen     |
| 2013 | Jake Lewis        | 101   | Honda CBR500R       | Jake Lewis Racing |
| 2014 | Augusto Fernández | 155   | Honda CBR500R       | WIL Sport         |
| 2015 | Javier Orellana   | 157   | Honda CBR 650 F     | Europ Foods       |
| 2016 | Mika Pérez        | 147   | Honda CBR 650 F     | Granshagen Racing |

### European Cup - Femminile
| Anno | Pilota        | Punti | Motocicletta    | Squadra              |
| ---- | ------------- | ----- | --------------- | -------------------- |
| 2015 | Avalon Biddle | 166   | Honda CBR 650 F | WILsport - CIG       |
| 2016 | Avalon Biddle | 200   | Honda CBR 650 F | Avalon Biddle Racing |